# Dalmazia (provincia romana)
La Dalmazia (in latino Dalmatia) era un'antica provincia dell'Impero romano che comprendeva i territori dell'attuale Croazia, Bosnia, Montenegro, Serbia occidentale, Slovenia meridionale e Albania settentrionale. Essa faceva inizialmente parte della provincia romana dell'Illyricum (o Illyricum Superior), diviso in seguito alla rivolta dalmato-pannonica o più probabilmente agli inizi del principato di Tiberio in Dalmazia e Pannonia (tra il 14 ed il 20).

## Statuto
Tiberio costituì la nuova provincia attorno al 14/20 affidandola ad un legatus Augusti pro praetore. A partire da Diocleziano (293 ca.) la provincia fu divisa tra Dalmatia vera e propria e Praevalitana (con l'aggiunta di pochi territori orientali, provenienti dalla ex-Mesia superiore).
| EVOLUZIONE: DALL'ILLYRICUM ALLA DALMATIA             | EVOLUZIONE: DALL'ILLYRICUM ALLA DALMATIA | EVOLUZIONE: DALL'ILLYRICUM ALLA DALMATIA | EVOLUZIONE: DALL'ILLYRICUM ALLA DALMATIA | EVOLUZIONE: DALL'ILLYRICUM ALLA DALMATIA | EVOLUZIONE: DALL'ILLYRICUM ALLA DALMATIA | EVOLUZIONE: DALL'ILLYRICUM ALLA DALMATIA | EVOLUZIONE: DALL'ILLYRICUM ALLA DALMATIA | EVOLUZIONE: DALL'ILLYRICUM ALLA DALMATIA |
| ---------------------------------------------------- | ---------------------------------------- | ---------------------------------------- | ---------------------------------------- | ---------------------------------------- | ---------------------------------------- | ---------------------------------------- | ---------------------------------------- | ---------------------------------------- |
| prima della conquista romana                         | Illiria (Illiri e Dalmati)               | Illiria (Illiri e Dalmati)               | Illiria (Illiri e Dalmati)               | Illiria (Illiri e Dalmati)               | Pannonia (Pannoni)                       | Pannonia (Pannoni)                       | Pannonia (Pannoni)                       | Pannonia (Pannoni)                       |
| dal 167/155 a.C.                                     | Illyricum                                | Illyricum                                | Illyricum                                | Illyricum                                | Pannonia (Pannoni)                       | Pannonia (Pannoni)                       | Pannonia (Pannoni)                       | Pannonia (Pannoni)                       |
| dal 9 a.C.                                           | Illyricum (ampliato)                     | Illyricum (ampliato)                     | Illyricum (ampliato)                     | Illyricum (ampliato)                     | Illyricum (ampliato)                     | Illyricum (ampliato)                     | Illyricum (ampliato)                     | Illyricum (ampliato)                     |
| dal 8/9 d.C.                                         | Illyricum Superior (distretto militare?) | Illyricum Superior (distretto militare?) | Illyricum Superior (distretto militare?) | Illyricum Superior (distretto militare?) | Illyricum Inferior (distretto militare?) | Illyricum Inferior (distretto militare?) | Illyricum Inferior (distretto militare?) | Illyricum Inferior (distretto militare?) |
| dal 14-20 d.C. (creazione delle due province romane) | Dalmatia                                 | Dalmatia                                 | Pannonia                                 | Pannonia                                 | Pannonia                                 | Pannonia                                 |                                          |                                          |
| dal 293                                              | Dalmatia                                 | Dalmatia                                 | Praevalitana                             | Praevalitana                             | Pannonia superiore                       | Pannonia Savia                           | Pannonia Valeria                         | Pannonia inferiore                       |
| dal 324-337                                          | Dalmatia                                 | Dalmatia                                 | Praevalitana                             | Praevalitana                             | Pannonia prima                           | Pannonia Savia                           | Pannonia Valeria                         | Pannonia secunda                         |

## Storia

### Dall'Illirico alle province di Dalmazia e Pannonia (9-14/20 d.C.)

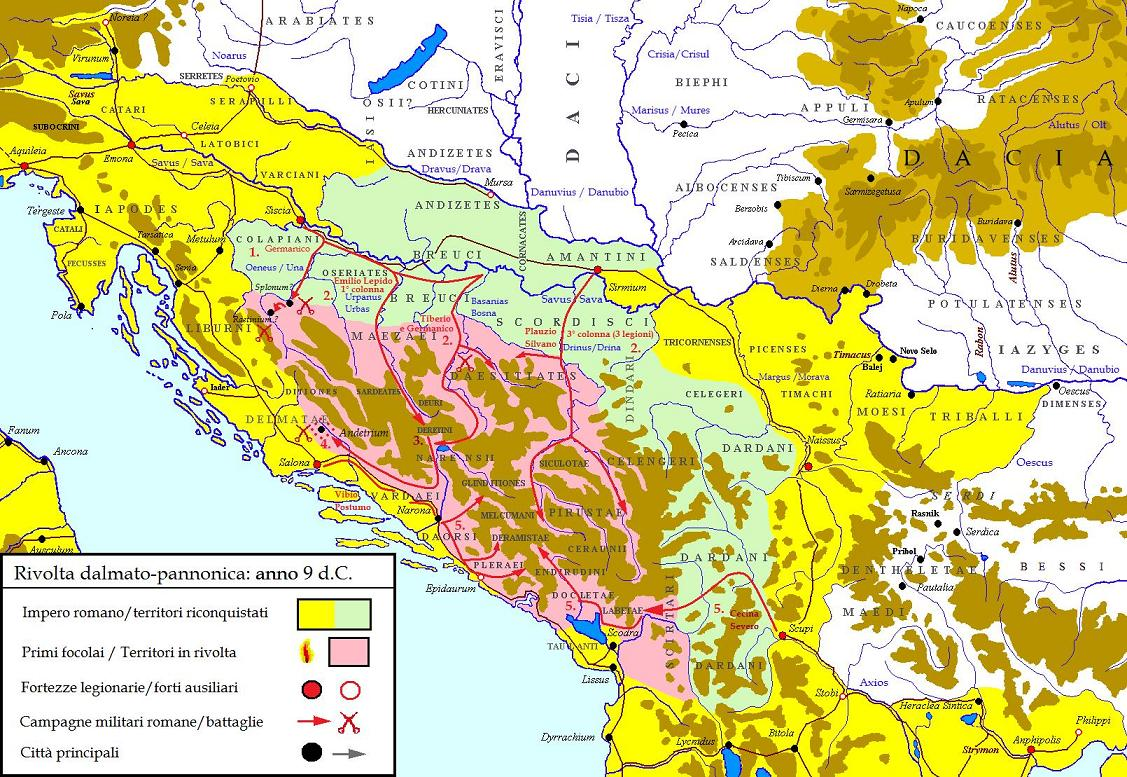
Le ultime fasi della riconquista dell'area Illirica sotto l'alto comando di Tiberio, prima della divisione in tre nuove province: di Dalmazia, Mesia e Pannonia, avvenuta probabilmente nel 10.

Al termine della rivolta dalmato-pannonica del 6-9, più probabilmente un decennio più tardi (attorno al 14/20 d.C.), l'area dell'Illirico romano fu divisa nelle nuove province di:
- Dalmazia o Illirico superiore;
- Pannonia o Illirico inferiore (in seguito diviso a sua volta in Superior ed Inferior);

La Mesia (poi divisa in Superior ed Inferior) era stata invece scorporata dalla vicina provincia di Macedonia.
I Romani, memori della recente fatica per riportare l'intera area sotto il loro dominio, decisero di lasciare a guardia della nuova provincia due legioni (la Legio XI a Burnum e la VII a Tilurium) anche come "riserva strategica" a ridosso del limes danubiano, oltre a fondare numerose colonie.
Si provvedette alla costruzione di nuovi acquedotti, strade ed opere civili in generale (compresa la ristrutturazione della Via Egnatia, che da Durazzo, conduceva a Bisanzio, la futura Costantinopoli).
Importanti giacimenti di rame, argilla e soprattutto di argento erano controllati da unità militari ausiliarie contro le scorrerie dei predoni montanari della zona. Le esportazioni principali erano vino, formaggio, olio d'oliva e il pesce dal lago di Scutari e dal lago di Ocrida.

### La Dalmazia nei primi tre secoli fino a Diocleziano (14/20 - 285)
Un ambizioso progetto di costruzioni fu iniziato in Dalmazia dal legato Publio Cornelio Dolabella (il console del 10), quando i legionari furono impiegati nella costruzione di almeno quattro strade, alcune delle quali penetravano nell'interno, nel territorio dei Ditoni e dei Desiziati, contribuendo ad affrettare la pacificazione di queste regioni turbolente ed a collegarle con la vicina Mesia.
Nel 42 Lucio Arrunzio Camillo Scriboniano, legato di Dalmazia, istigato da alcuni senatori alla ribellione, ebbe il sostegno delle sue legioni (la VII ed XI) solo per quattro giorni e la rivolta non si estese. L'imperatore Claudio premiò la lealtà di queste legioni con i titoli di Claudia Pia Fidelis.
È noto che sotto Claudio o più probabilmente sotto Nerone (attorno al 56-57) le forze legionarie furono ridotte ad una sola legione (l'XI Claudia), mentre con Domiziano, in seguito alla crisi dacica dell'86 e suebo-sarmatica del 92, l'intera guarnigione legionaria fu ritirata completamente. In questo caso si trattava della IIII Flavia Felix che aveva rimpiazzato la XI Claudia a partire dal 71-72.
Restarono per i secoli successivi solo truppe ausiliarie a difesa dei suoi confini: nel 94 ce n'erano solo due, la cohors III Alpinorum e VIII Voluntariorum, a cui fu aggiunta la cohors I Belgarum attorno al 100. Non a caso l'invasione germanica scatenata nel 170 da Marcomanni e Quadi, durante le guerre marcomanniche, non poté essere fermata prima che raggiungesse il territorio italico presso Aquileia. In questi anni di guerra l'intera guarnigione fu ravvorzata con vexillationes delle due nuove legioni appena formate (la II e la III Italica), con distaccamenti anche nella capitale Salona e due nuove unità ausiliarie (la I e II milliaria Delmatarum).

### La crisi del III-IV secolo

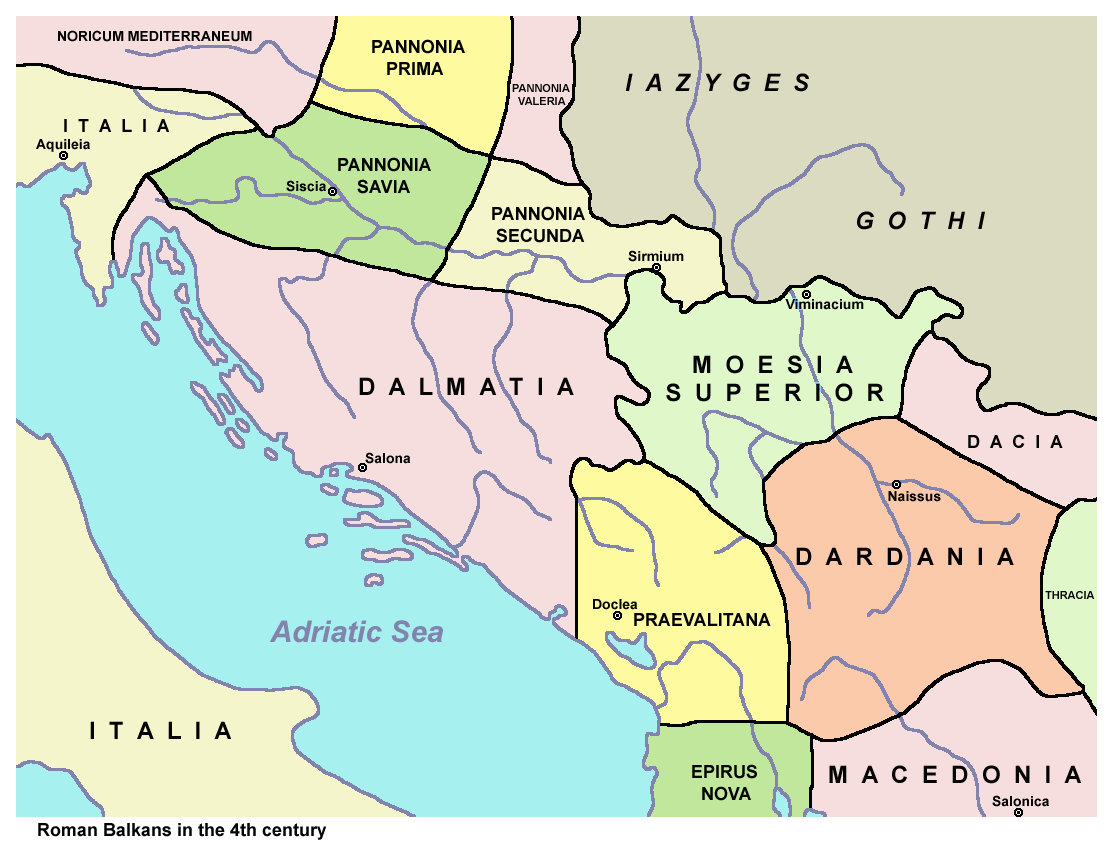

Vari imperatori romani ebbero le loro origini tra la popolazione dell'Illiria. Tra questi Diocleziano (284-305) che salvò l'impero dalla disintegrazione introducendo delle riforme istituzionali, Costantino I (324-337) che tollerò il Cristianesimo e trasferì la capitale dell'impero da Roma a Bisanzio, che chiamò Costantinopoli e Giustiniano I (527-565). L'imperatore Diocleziano rese famosa la Dalmazia costruendovi per sé un palazzo a pochi chilometri a sud di Salona, ad Aspalathos (Spalato).
Nella riforma dioclezianea dell'amministrazione imperiale, la Dalmazia divenne una provincia della Diocesi dell'Illirico, la cui amministrazione civile era capeggiata da un praeses. Un famoso praeses Dalmatiarum, in carica durante il regno dell'imperatore Marco Aurelio Caro (282-283), fu Costanzo Cloro.

### La fine dell'Impero romano d'Occidente e la riconquista bizantina
Nel 437 la reggente dell'Impero d'Occidente Galla Placidia, per ricompensare l'Imperatore d'Oriente Teodosio II per aver messo sul trono occidentale il figlio di lei Valentiniano III, cedette l'estremità orientale della Pannonia II (con le città di Sirmio e Bassiana) all'Impero romano d'Oriente. Secondo altri studiosi, tuttavia, la cessione in questione avrebbe riguardato tutto l'Illirico occidentale: quindi anche la Dalmazia sarebbe passata all'Impero d'Oriente. Essi citano come prova:
- un passo delle Variae di Cassiodoro in cui viene affermato che Galla Placidia, perdendo l'Illirico, acquistò una nuora (Valentiniano III si sposò con la figlia di Teodosio II, Licinia Eudossia).
- un passo di Giordane che afferma che «Valentiniano III viaggiò da Roma a Costantinopoli per sposare Eudossia, figlia dell'Imperatore Teodosio, e, per ricompensare il suocero, cedette tutto l'Illirico.» (Giordane, Romana, 139)
- Polemio Silvio nel 448 elenca tra le province dell'Illirico anche quelle dell'Illirico occidentale
- il fatto che gli imperatori d'Oriente avessero concesso in Pannonia terre ai Goti, Unni, Gepidi e altri barbari, prova che la Pannonia apparteneva all'Oriente.
- nel panegirico di Sidonio Apollinare del 467, Roma si rivolge a Costantinopoli elencando tra le province in suo possesso la Sicilia, la Gallia e il Norico, ma non Dalmazia e Pannonia.

Tuttavia Procopio afferma che la Dalmazia era governata da comandanti militari (come il comes Marcellino) dipendenti dall'Impero romano d'Occidente, e ciò contrasta con la cessione della Dalmazia all'Impero d'Oriente. Uno studioso (Wozniak) ha tentato di conciliare Procopio con le altre fonti sostenendo che la Dalmazia, pur appartenendo nominalmente all'Impero d'Oriente, de facto apparteneva a quello d'Occidente:
(Wozniak 1981:354-355. Citato in MacGeorge, p. 37)
Diversi studiosi, oggi, ritengono che solo parte dell'Illirico occidentale fu ceduto all'Impero d'Oriente, anche se è non vi è consenso su quale parte fu ceduta: Demougeot e Mòscy ritengono che fu ceduta solo "l'area di Sirmio", Barker invece sostiene che fu ceduta "parte della Dalmazia", secondo invece JB Bury "una parte considerevole della diocesi dell'Illirico, Dalmazia, Valeria e Pannonia orientale vennero sicuramente trasferite"; Praga invece ritiene che "la cessione dell'Illirico occidentale... non riguardò la Dalmazia". Sicuramente fu ceduta almeno la Pannonia II con Sirmio: una Novella di Giustiniano I (11.1) attesta infatti che Sirmio nel 441 apparteneva all'Impero d'Oriente ed era la sede del prefetto del pretorio dell'Illirico, Apreemio, poi costretto nello stesso anno a fuggire a Tessalonica a causa delle invasioni di Attila, che nello stesso anno attaccò ed espugnò Sirmio. Sembra certo, invece, che il Norico rimase in mano romano-occidentale: secondo Prisco, infatti, il governatore del Norico, Promoto, era uno degli ambasciatori romano-occidentali che nel 449 furono inviati presso Attila, mentre l'agiografia di san Severino, redatta da Eugippio, narra che ancora intorno al 460 le truppe del Norico ricevevano, seppur sempre più irregolarmente, il soldo da Ravenna e non da Costantinopoli; inoltre il panegirico del 467 di Sidonio Apollinare nomina il Norico tra le province romano-occidentali.
Comunque la Dalmazia, sebbene legata all'Occidente, mostrò, a partire dal 460 ca., tendenze scissioniste dal governo di Ravenna. Il comes di Dalmazia, Marcellino, infatti non riconobbe Libio Severo come nuovo imperatore d'Occidente, staccando la Dalmazia dall'Impero e governandola come una sorta di vero e proprio dominio personale.
Successivamente un altro comes di Dalmazia, Giulio Nepote, era riuscito nel 474 a diventare imperatore d'Occidente, con il supporto di quello d'Oriente, anche se dopo solo un anno venne deposto da una rivolta dell'esercito e costretto a fuggire in Dalmazia, dove regnò fino al 480. La Dalmazia, insieme alla Gallia settentrionale, fu una delle due parti dell'Impero occidentale a soccombere alcuni anni dopo la deposizione dell'ultimo imperatore d'Occidente. Secondo lo storico Malco, Giulio Nepote nel 476 inviò ambasciatori all'Imperatore d'Oriente Zenone, chiedendogli di fornirgli truppe per recuperare Ravenna, finita dapprima in mano dell'"usurpatore" Romolo Augusto (mai riconosciuto dall'Oriente) e infine al generale germanico Odoacre, che aveva appena posto fine all'Impero in Occidente. Zenone, che nel frattempo aveva ricevuto un'altra ambasceria da Odoacre che gli chiedeva di conferirgli il rango di patrizio e il governo dell'Italia per conto dell'Impero d'Oriente, declinò la richiesta di Nepote e scrisse a Odoacre, chiedendogli di accettare Giulio Nepote come imperatore d'Occidente. Di fatto, però, Nepote non tornò mai in Italia e Odoacre l'amministrò di fatto autonomamente. Nel 480 Nepote fu assassinato da due dei suoi stessi collaboratori, i comites Ovida e Viatore, e Odoacre ne approfittò per invaderla, occupandola.
Dal 480 al 489 la Dalmazia fu quindi sotto il dominio di Odoacre, e successivamente, come conseguenza della conquista dell'Italia compiuta dagli Ostrogoti di Teodorico, conclusasi nel 493, finì sotto la dominazione ostrogota. Tuttavia, sembra che sia Odoacre che Teodorico esclusero la Dalmazia dalla Prefettura del pretorio d'Italia. Nel 535, all'inizio della guerra gotica tra Impero d'Oriente e Ostrogoti, fu conquistata da un esercito romano-orientale, condotto dapprima da Mundo e poi da Costanziano.
La provincia di Dalmazia riannessa all'Impero "romano" fu affidata al governo civile di un proconsole e sembra che almeno all'inizio non fu aggregata alla prefettura del pretorio dell'Illirico né a quella d'Italia, ma dipendesse direttamente da Costantinopoli ("dagli organi di governo palatino"). Verso la fine del VI secolo, sembra tuttavia appartenere alla Prefettura del pretorio dell'Illirico. Le invasioni slave all'inizio del VII secolo causarono la sparizione della provincia bizantina, e le poche città costiere rimaste in mano imperiale vennero riorganizzate nel thema di Dalmazia.

## Difesa ed esercito
Con la definitiva sottomissione di tutti i territori compresi tra il Mare Adriatico ed il fiume Drava, la popolazione dei Dalmati cominciò a fornire truppe ausiliarie all'interno dell'esercito romano come le seguenti coorti di fanteria:
- cohors I Delmatarum equitata (coorte equitata) esisteva certamente all'epoca di Vespasiano e si trovava in Britannia ai tempi di Adriano ed Antonino Pio.
- cohors II Delmatarum (equitata?) nel 105 si trovava in Britannia sotto Traiano, come pure nel 127 sotto Adriano.
- cohors III Delmatarum equitata è trasformata o nasce già in milliaria. Si trovava in Germania superiore certamente sotto Domiziano fino ad Adriano. È trasferita più tardi in Dacia, dove la troviamo sotto Severo Alessandro e Gallieno.
- cohors IIII Delmatarum milliaria equitata era in Germania Superiore sotto la dinastia dei Flavi e poi in Britannia sotto Traiano ed Adriano.
- cohors V Delmatarum milliaria equitata civium Romanorum la troviamo in Mauretania Tingitana sotto Domiziano, poi in Germania superiore sotto Traiano almeno fino all'inizio del regno di Adriano. Torna in Mauretania Tingitana almeno dal 122 al 161 d.C. circa, e la troviamo ancora sotto Commodo in Germania superiore.
- cohors VI Delmatarum milliaria equitata la troviamo in Mauretania Caesariensis in un periodo non specificato.
- cohors VII Delmatarum milliaria equitata la troviamo in Mauretania Caesariensis (a Cherchell, insieme alla gemella, la VI Delmatarum) in un periodo non specificato.

Sembra anche che a Salona vi fossero vexillationes delle due flotte praetorieae: della Classis Misenensis e della Classis Ravennatis.

## Geografia politica ed economica

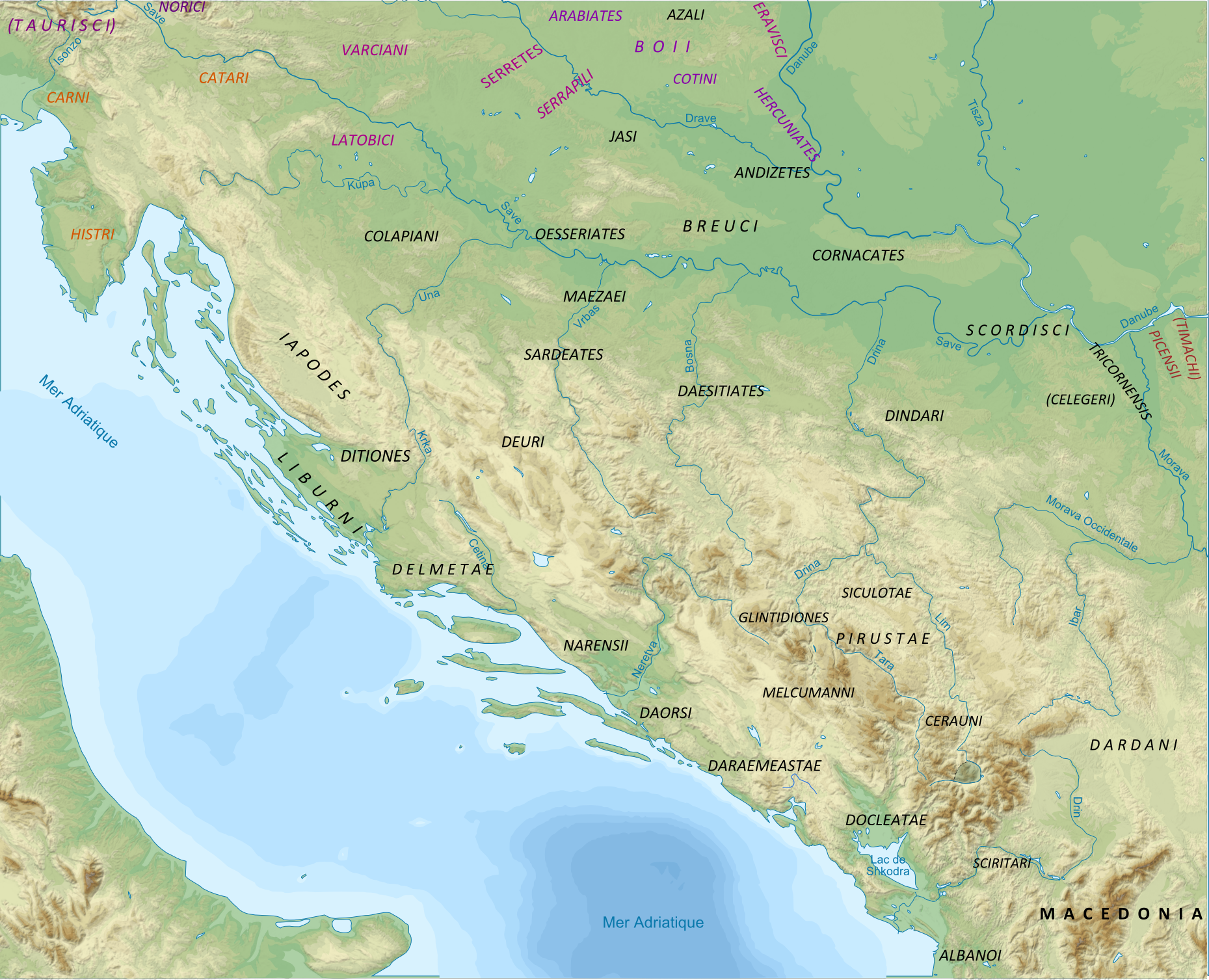
Le popolazioni illiriche della Dalmazia.

Roma impiantò in Dalmazia una fitta rete di presidi militari sulle Alpi Dinariche, favorendo nei centri costieri i conciliabula dei cittadini romani che si amalgamarono rapidamente con la popolazione locale. In questo momento storico si costituiscono fiorenti comunità latinizzate, la densità della popolazione in Dalmazia, nonostante le frequenti guerre, diventa cospicua soprattutto lungo la costa: secondo alcuni storici ai tempi dell'imperatore Augusto sfiorava il milione di abitanti.
Molto importanti erano le assemblee provinciali, i concilium, costituiti dai legati delle città dalmate e delle popolazioni rurali, il cui primo atto era quello di eleggere un sacerdos provinciae, deputato al sacrificio alla dea Roma e al divino imperatore, diffondendo così la sacralità e la grandezza civile e militare romana come una istituzione nei nuovi territori colonizzati.
Con la conseguente introduzione della civiltà e della religione romana fu introdotto anche il culto delle dodici divinità classiche dell'Olimpo greco-romano. Tuttavia, il nuovo culto italico non riuscì a eliminare i culti pagani di provenienza illirica, anch'essi fondati sulle forze naturali.

### Popolazioni
Le popolazioni che facevano parte della nuova provincia di Dalmazia appartenevano tutte alla stirpe illirica ed erano chiamati Dalmati dagli scrittori latini dell'epoca. È vero anche che il popolo dei Dalmati, veri e propri, abitavano nella zona attorno a Salona.
Qui di seguito l'elenco dei popoli Illiri che abitavano la sola Dalmazia romana:
Abri, Arbanitai (Arbani), Ardiani, Arriani, Arupini, Atitani (Atintani), Autariati (Autariati), Avendeti, Batiati, Brigi, Bullioni, Cambei, Cerauni, Chelidoni, Cinambri, Desiziati (Daesitiates), Dalmati (Delmati), Daorsoi (forse i Daversi), Dassareti (Dassarsti o Dassarensi o Dasareti), Daversi (forse Daorsi), Derbani, Deremesti (Deramisti), Deuri, Dindari, Dizioni, Docleati, Enchelei (Enchellei), Glintidioni, Grabei, Interfrurini, Istri (appartenenza illirica incerta), Iapodi (Iapidi), Labeati, Liburni, Lopsi, Meromenni, Mezei, Meslcumani, Momentini, Narensi, Ortoplini, Oxyei, Parentini, Partini, Penesti (Peresti), Perteneti, Pirusti (Pipusti), Pleraei, Sardeati, Scirtari
Scirtoni, Seleitani, Taulanti (Taulani), Vardei (forse gli Ardiei).

### Principali centri abitati
Le città principali erano:
- Acruvium (Cattaro - Kotor); Aenona (Nona - Nin); Aequum (Čitluk vicino a Signo - Sinj); Alvona (l'attuale Albona); Aspalathos (l'attuale Spalato), dove si ritirò Diocleziano nel 305 d.C. costruendovi in grandioso palazzo imperiale; Asseria (poco distante da Zara); Bigeste (poco a nord-ovest di Narona); Bona (Blagaj); Burnum (l'attuale Chistagne), fortezza legionaria; Burua (lungo la costa meridionale); Corcyra (Curzola - Korčula); Delminium, fortezza legionaria; Doclea (poco distante da Podgorica); Domavia nell'entroterra (tra Bosnia e Serbia); Dulcinium (Dulcigno - Ulcinj); Dyrrachium (Durazzo); Epidaurus (Ragusavecchia - Cavtat appena a sud di Ragusa - Dubrovnik); Iader (Zara-Zadar); Issa o Cissa (Lissa - Vis); Lissus (l'attuale Alessio in Albania); Metulum; Narona (la piccola città di Vid vicina all'attuale Metković); Oneum (Almissa - Omiš, a sud di Spalato); Pharus (Cittavecchia di Lesina - Stari Grad); Rhizinium (Risano - Risan); Raetinium (l'attuale Bihać); Salona - Solin sede del governatore della provincia; Scardona (Scardona - Skradin, appena a nord di Sebenico); Scodra (Scutari - Shkodër); Senia (Segna - Senj), porto militare fin dall'epoca di Augusto[15].
- Tarsatica (Tersatto - Trsat, ora parte di Fiume); Tilurium, fortezza legionaria; Tragurium (l'attuale Traù Trogir ); Vegium (Carlopago - Karlobag);

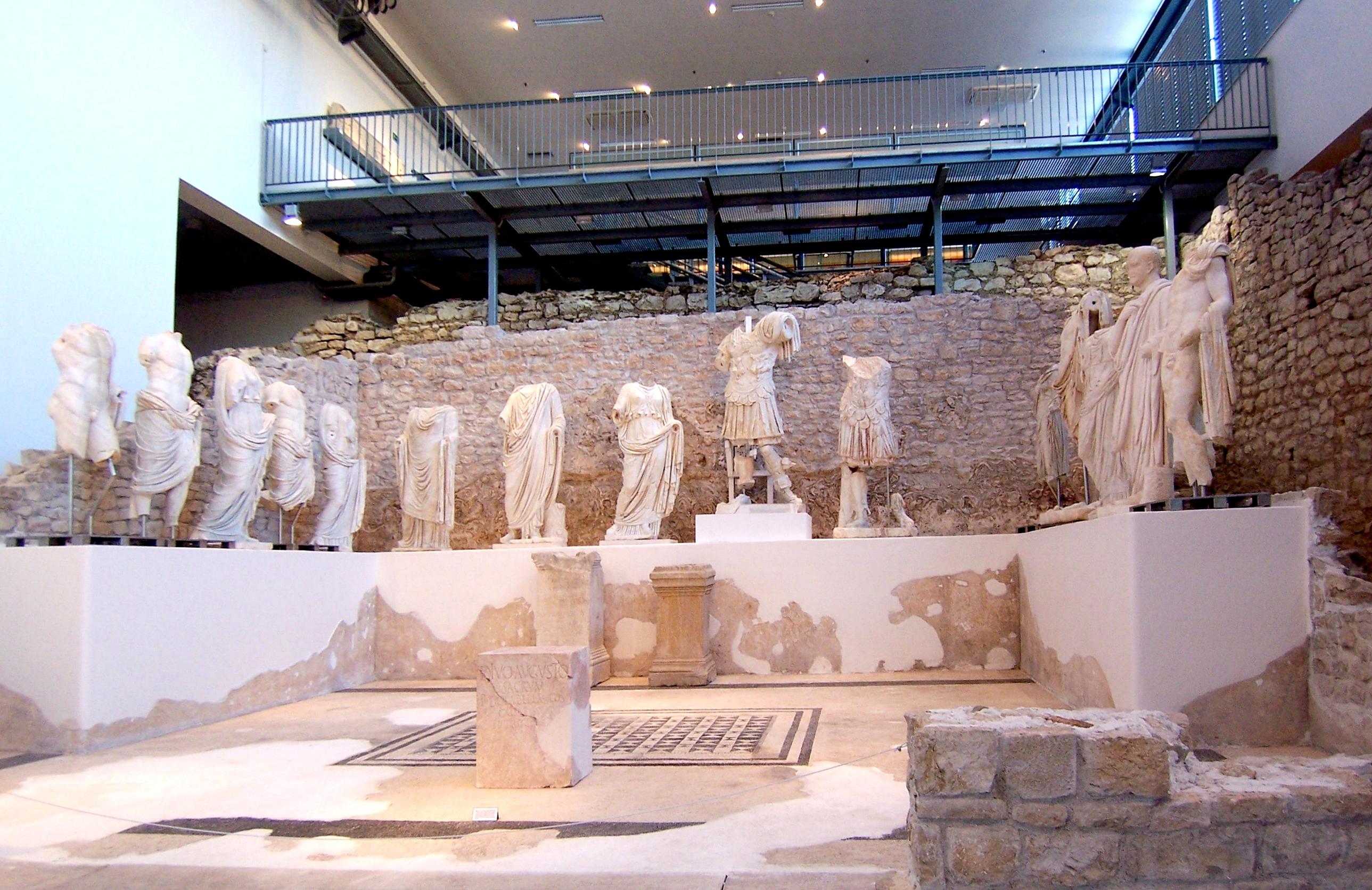
Museo dell'antica città di Narona
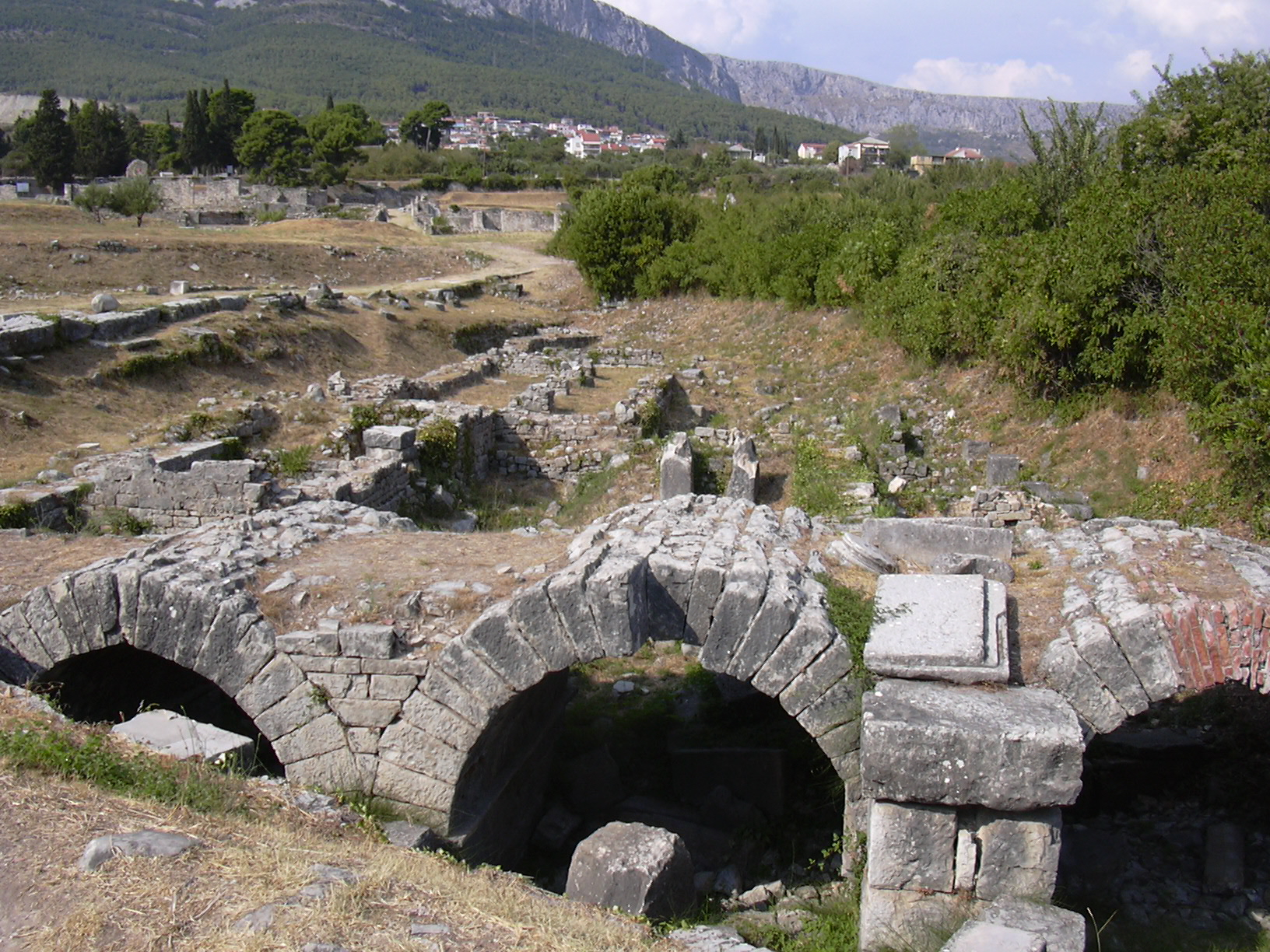
Acquedotto di Salona
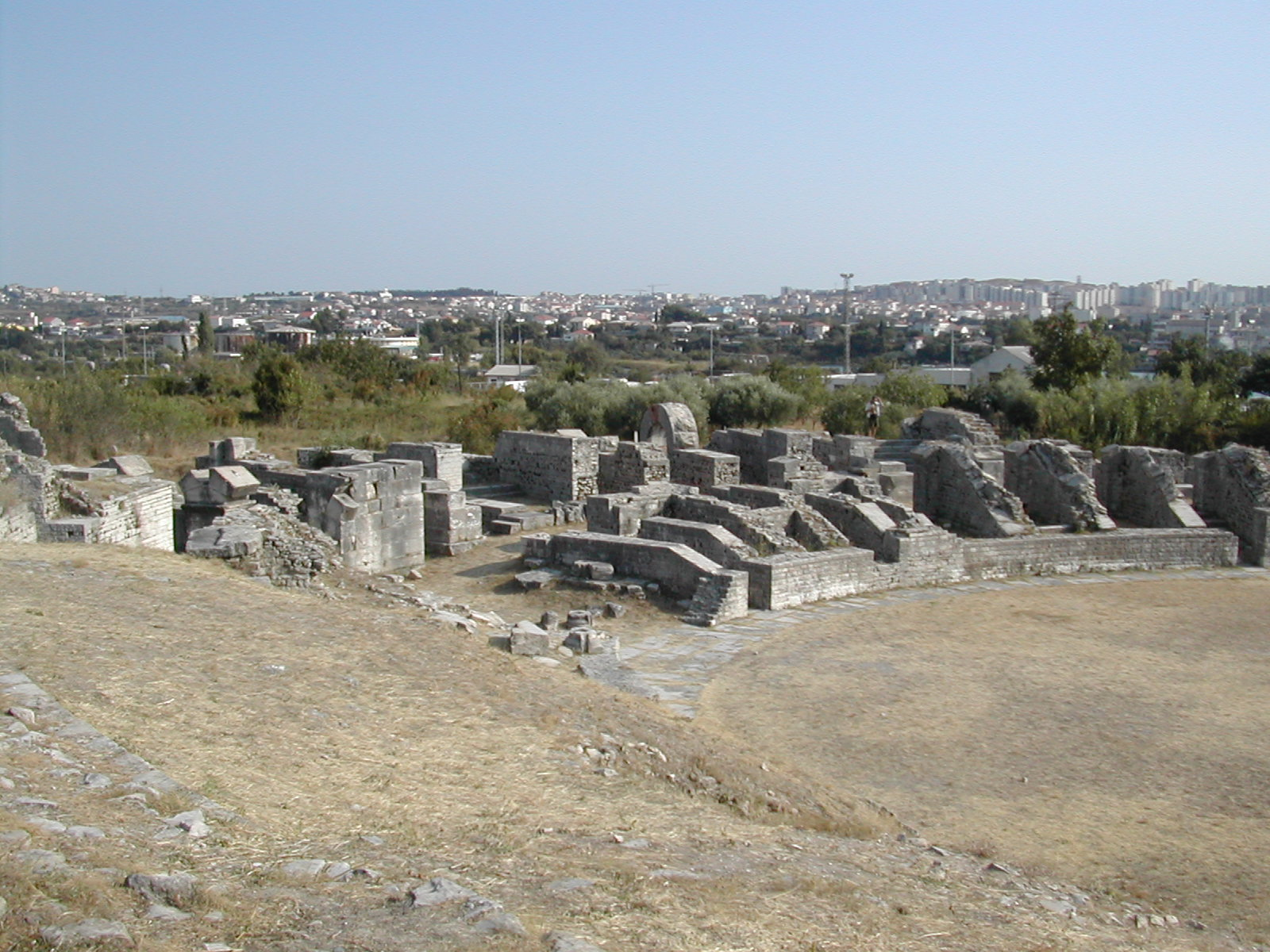
Anfiteatro di Salona
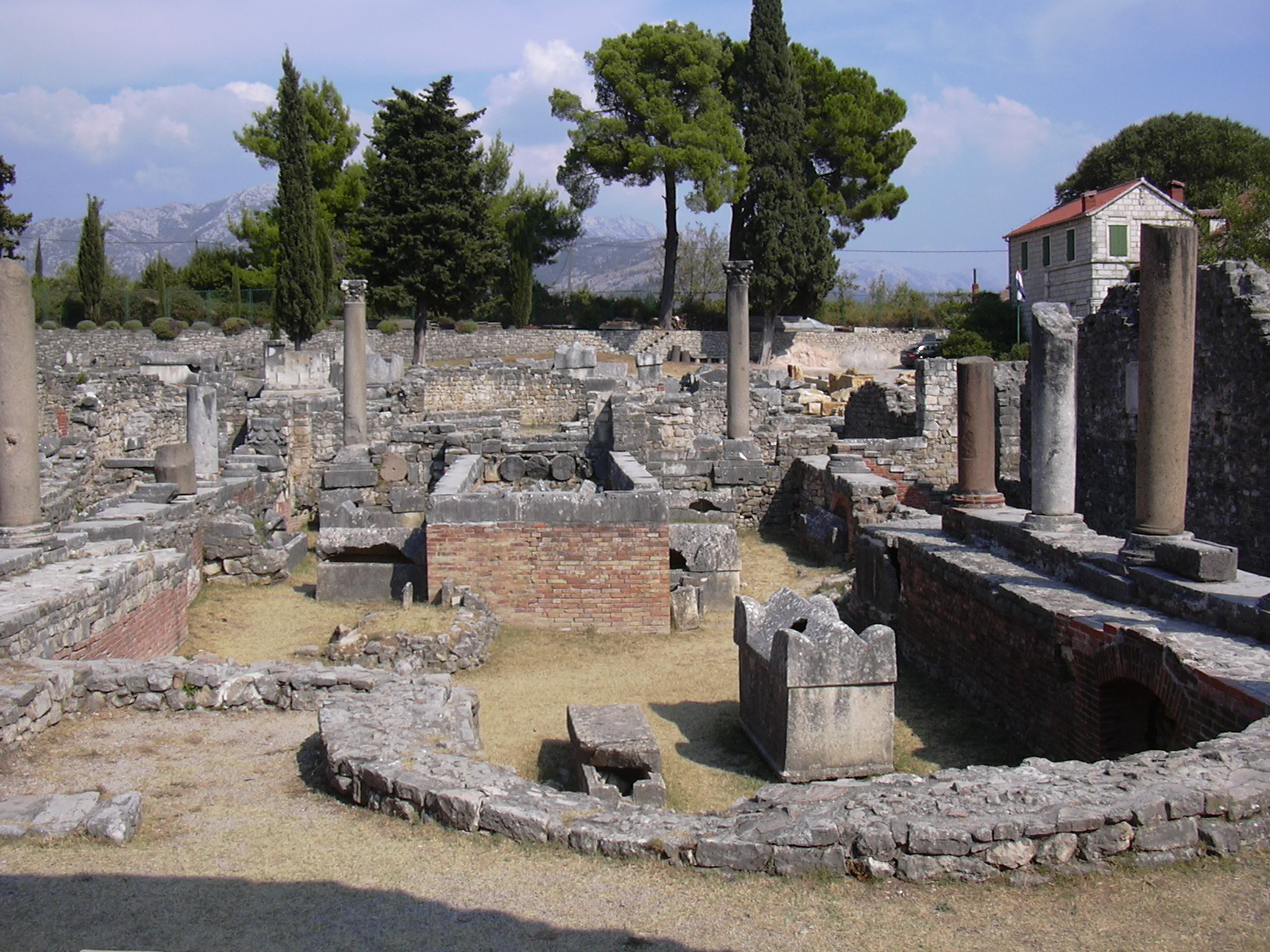
Chiesa paleocristiana di Salona
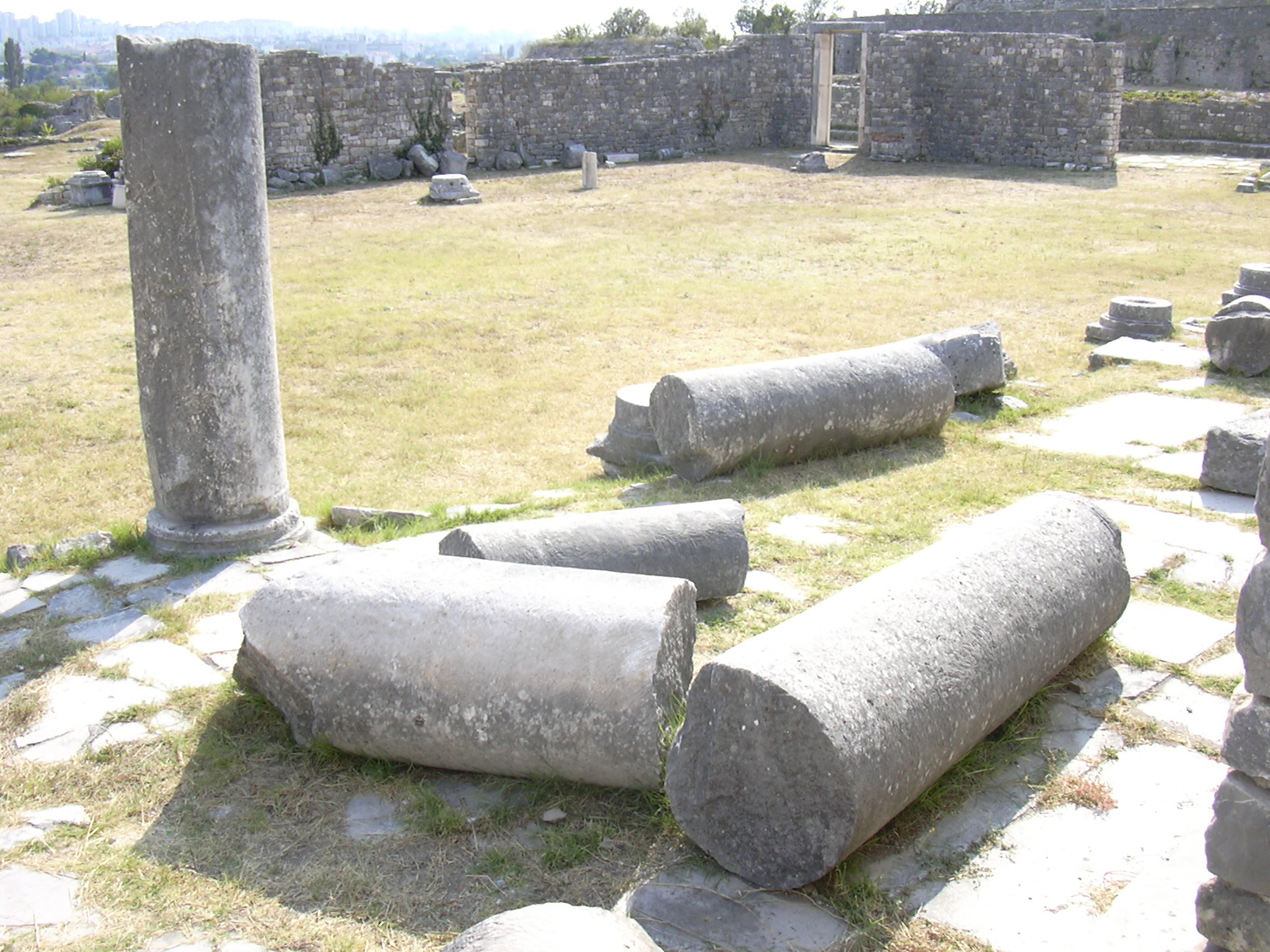
Colonne nella città di Salona
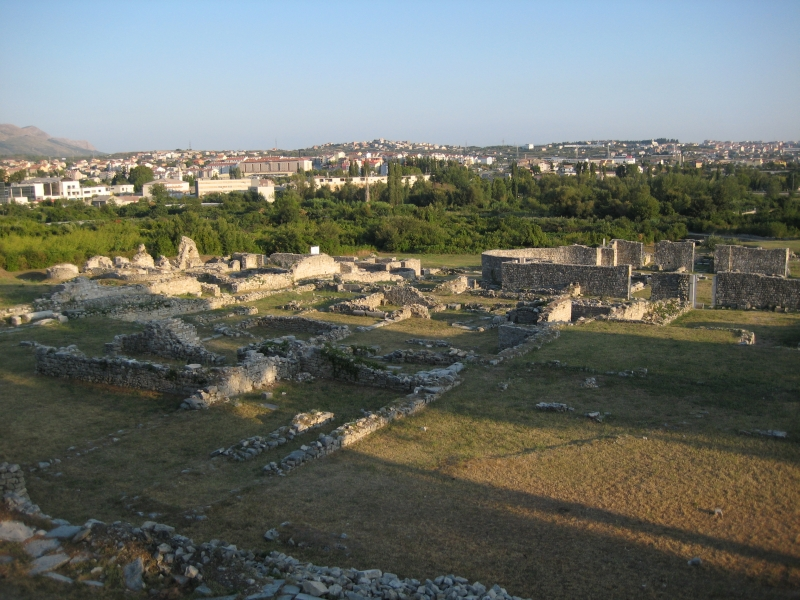
Immagine del centro dell'antica Salona

### Popolazioni/luoghi collegati
- Illiri
- Lista delle tribù illiriche
- Illiria
- Pannonia
- Pannonia (provincia romana)
- Mesia
- Limes romano